# Leptodactylus caatingae
Espèce
Statut de conservation UICN

 LC  : Préoccupation mineure
Leptodactylus caatingae est une espèce d'amphibiens de la famille des Leptodactylidae.

## Répartition
Cette espèce est endémique du Brésil. Elle se rencontre jusqu'à 400 m d'altitude dans les États de Bahia, du Paraíba et de l'Espírito Santo,.

## Étymologie
Cette espèce est nommée en référence à son lieu de découverte, la Caatinga.

## Publication originale
- Heyer & Juncá, 2003 : Leptodactylus caatingae, a new species of frog from eastern Brazil (Amphibia: Anura: Leptodactylidae). Proceedings of the Biological Society of Washington, vol. 116, no 2, p. 317-329 (texte intégral).